# 演奏法

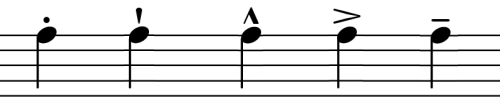
演奏法示例。左起：断音、顿音、强音、重音、保持音。

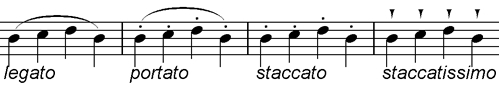
从连音到顿音的演奏法。
,,,

音乐中，運音法（英語：Articulation），也称演奏（唱）技法，加落弓法、觸鍵法、咬字吐音等，指对于单音或音符之间连贯性的谱面指示或演奏技巧。

## 具体操作

### 管乐器
管乐器实现不同演奏法一般靠舌法（tonguing），用舌头来阻断吹奏的气流。
用一些音节可以辅助学生掌握演奏法。例如，“dah”就代表了演奏音符的舌位，大多数情况下，用舌尖是最好的。不过，不同的演奏法标记也需要不同的舌位。平稳连贯的片段就需要类似“la”的演奏法。短促的重音，可以用“tah”的演奏法。
此外，连续的快速发音需要双吐（double-tonguing）来实现。模拟双吐的音节是“dig”和“duh”交替，或者“tuh”“kuh”、“tih”“kuh”等等，只要是舌尖在牙齿后面，舌面顶住上颚的音节都可以。双吐本来是铜管乐器的演奏法，但现在木管乐器演奏者中也越来越常用。
第三种演奏法罕见，叫“连续吐音”，舌尖快速上下移动，阻断气流。

### 弓弦乐器
弓弦乐器靠弓法来实现不同的演奏法。除弓法外，还有拨奏。

## 多种演奏法的复合
有时会结合多种演奏法来达到某种效果。例如，断奏结合连线形成“半断音”（portato，又称）。连线的持续音叫做“半连弓”（弦乐器）。